# Alleroj (rejon kurczałojewski)
Alleroj (ros. Аллерой) – wieś w Rosji, w Czeczenii, w rejonie kurczałojewskim. W 2010 liczyła 11 132 mieszkańców.

## Urodzeni
- Turpał-Ali Atgierijew - czeczeński polityk.